# Retten i Nibe
Retten i Nibe var en byret i Himmerland med sæde i Nibe. Retskredsen dækkede kommunerne Aars, Farsø og Nibe samt fra 1976 en lille del af Aalestrup.

## Administrativ historik
Nibe fik 1545 tilddelt birkeret, og blev dermed for første gang tingsted. Fra 1727-1919 tjener Nibe Købstad som selvstændig retskreds, men bliver i 1919 sammenlagt med Hornum Herred til Nibe (første) Retskreds, der bestod indtil 1927. Nibe blev igen selvstændig retskreds 1943, og bestod herefter igen af købstaden og Hornum Herred. I 1973 etableres denne retskreds, som eksisterede indtil 2006, hvor den blev underlagt Nordjyllands Politi.